# Kognitiv hörselvetenskap
Kognitiv hörselvetenskap är ett tvärvetenskapligt vetenskapsområde som studerar den fysiologiska och kognitiva basen för hörsel och samspelet med signalbehandling i hörhjälpmedel. I området ingår genetik, fysiologi, medicinsk och teknisk audiologi, kognitiv neurovetenskap, kognitiv psykologi, språkvetenskap och socialpsykologi. 
Forskningen i kognitiv hörselvetenskap utgår från två teoretiska modeller, dels en fysiologisk modell som beskriver informationsöverföringen från hörselorganet till hjärnbarken, dels en kognitiv modell som beskriver hur språkförståelsen påverkas av samspelet mellan språksignalen och kognitiva förutsättningar, i första hand arbetsminnet.
Forskningen i kognitiv hörselvetenskap har betydelse för kunskapen om olika typer av hörselskada och dess konsekvenser liksom för möjligheterna att kunna avgöra vilka individer som kan utnyttja en viss typ av signalbehandling i hörapparater eller i cochleära implantat och därmed kunna anpassa hörhjälpmedel individuellt.
Forskningsområdet har introducerats av Jerker Rönnberg med flera forskare vid Linnécentrum för forskning om hörselskador och dövhet (HEAD) vid Linköpings universitet. Forskningsprogrammet har stöd från Vetenskapsrådet i tio år från 2008.